# بویاپ بروک (استرالیای غربی)
بویاپ بروک (به انگلیسی: Boyup Brook) یک شهرک در استرالیا است که در استرالیای غربی واقع شده‌است.